# Argyrodes incertus
Argyrodes incertus är en spindelart som beskrevs av Jörg Wunderlich 1987. Argyrodes incertus ingår i släktet Argyrodes och familjen klotspindlar.
Artens utbredningsområde är Kanarieöarna. Inga underarter finns listade i Catalogue of Life.